# Balisto
Balisto er en kiksebar overtrukket med chokolade, der bliver produceret af Mars Incorporated. Den består af digestivekiks i midten og forskellige typer mælkebaseret creme som topping, og dyppet i mælkechokolade.
Normalt bliver de solgt med to barrer i én pakke, men de sælges også i større pakker, hvor de enkelte kiksebarrer er pakket ind individuelt. De sælges i Irland, Østrig, Tyskland, Schweiz, Holland, Frankrig, Belgien, Slovenien og Italien. I foråret 2011 blev de introduceret i Storbritannien.
Da Balisto blev introduceret i 1981, blev den produceret af Mars Incorporated i Vesttyskland. Navnet kommer sandsynligvis fra dens kostfibre ("Ballaststoffe" på tysk).

## Varianter
Balisto findes med adskillige forskellige smage, der hver har deres egen farve. Ikke alle varianter er tilgængelige i alle områder, hvor Balisto markedsføres. Delvis liste:
- Corn/Cereal-mix (orange indpakning): almindelig digestivekiks dyppet i chokolade
- Müsli-mix (grøn indpakning): mælkecreme med rosiner og hasselnødder
- Korn-mix (rød indpakning)
- Yoghurt og bær-mix (lilla indpakning): yoghurt-creme som topping med røde bær
- Mandler og honning-mix (gul indpakning)
- Cocos-mix (brun indpakning)
- Hasselnød (blå indpakning)
- Spekulatius-julekiks (mørkerød indpakning)
- Jordbæryoghurt-mix (rød indpakning) (tilgængelig i Tyskland)
- Yoghurt med hvid chokolade (white and pink wrapper) (Limited Edition)
- Yoghurt med jordbær og hvid chokolade (hvid og rød indpakning)(tilgængelig i Tyskland)